# Neotanais micromopher
Neotanais micromopher är en kräftdjursart som beskrevs av Gardiner 1975. Neotanais micromopher ingår i släktet Neotanais och familjen Neotanaidae. Inga underarter finns listade i Catalogue of Life.